# Centro Médico Yoseftal
El Centro Médico Yoseftal (en hebreo: המרכז הרפואי יוספטל ) es un hospital en la ciudad israelí de Eilat. Fue fundado en 1968 y es el hospital más al sur dentro del territorio de Israel y el único centro médico que cubre la región del sur del Negev. Se llama así en honor a Giora Yoseftal. Es el hospital general más pequeño de Israel con 65 camas.
Tras diversos problemas económicos llegaron propuestas para el cierre del hospital, pero tras protestas de los habitantes de la zona y de diversos representantes del gobierno local, quienes argumentaban que no disponer de un centro médico situado cerca de Eilat sería altamente peligroso para los pacientes, se decidió mantener el hospital abierto.
El hospital es gestionado por el proveedor de servicios de salud Clalit Health Services. El centro tiene una cámara de descompresión totalmente equipada para tratar los accidentes relacionados con la práctica del buceo. El hospital también dispone de instalaciones para los tratamientos renales con máquinas de diálisis para la población local y los turistas.